# 黄山北站
黄山北站位于中华人民共和国安徽省黄山市屯溪区新潭镇长林村（原属徽州区西溪南镇）迎客松大道北2号，由上海局集团管辖，2015年6月28日随合福客运专线开通而启用。
黄山北站是京福、杭昌、皖赣铁路复线3条高铁在黄山市的交会点和重要节点，建筑面积近4万平方米。车站是安徽省第二大高铁车站，亦是合福客运专线在上海局集团管内的最后一站，是上局的“南大门”之一。

## 车站结构

### 站房
黄山北站位于站场南侧，宽204米，进深60米，高度32米，面积39582平方米。站房以“古徽新韵，奇松迎客”为设计意向，抽象地将迎客松、宣纸、黄山山石云海等当地特色产物的形体展现在站房上，体现出传统徽派意韵和黄山磅礴雄浑、天然巧成的形象特征。
黄山北站站房采用“高进低出”的人流组织模式。售票处位于站房东侧，设有13个人工窗口和18个自动售取票机。进站口前设有高架落客平台。候车室分为上下两层，共12109平方米，设有2800个候车座位。每层候车室均设有检票口，其中一层检票口可通往1站台，二层检票口可通往其它站台。
- 进站口
- 二层望向进站口
- 二层候车室
- 进站天桥

### 站场
车站规模规划为7台18线。其中合福场3台8线，杭黄皖赣共站场4台10线。站房和站台间设有长18米、宽15米的进站天桥一座，并与地下出站地道连接。
| 1F | 13站台   | 杭昌客运专线 往杭州南方向（歙县北站）   |
| 1F | 岛式站台 |                                         |
| 1F | 12站台   | 杭昌客运专线 往杭州南方向（歙县北站）   |
| 1F | 11站台   | 杭昌客运专线 往杭州南方向（歙县北站）   |
| 1F | 岛式站台 |                                         |
| 1F | 10站台   | 杭昌客运专线 往杭州南方向（歙县北站）   |
| 1F | 通过线   | 杭昌客运专线 上行列车通过线             |
| 1F | 通过线   | 杭昌客运专线 下行列车通过线             |
| 1F | 9站台    | 杭昌客运专线 往南昌东方向（黟县东站）   |
| 1F | 岛式站台 |                                         |
| 1F | 8站台    | 杭昌客运专线 往南昌东方向（黟县东站）   |
| 1F | 7站台    | 杭昌客运专线 往南昌东方向（黟县东站）   |
| 1F | 岛式站台 |                                         |
| 1F | 6站台    | 杭昌客运专线 往南昌东方向（黟县东站）   |
| 1F | 5站台    | 合福客运专线 往合肥北城方向（歙县北站） |
| 1F | 岛式站台 |                                         |
| 1F | 4站台    | 合福客运专线 往合肥北城方向（歙县北站） |
| 1F | 通过线   | 合福客运专线 上行列车通过线             |
| 1F | 通过线   | 合福客运专线 下行列车通过线             |
| 1F | 3站台    | 合福客运专线 往福州方向（婺源站）       |
| 1F | 岛式站台 |                                         |
| 1F | 2站台    | 合福客运专线 往福州方向（婺源站）       |
| 1F | 1站台    | 合福客运专线 往福州方向（婺源站）       |
| 1F | 侧式站台 |                                         |
| 1F | 站房     | 候车、检票口2                           |
| 1F | 站房     | 出站口、进站口、售票、候车、检票口1     |

## 旅客列车目的地
目前在黄山北站停靠的旅客列车终到站分布如下：
| 列车所属路局 | 目的地 |
| ------------ | --- |
| 北京局集团   | 北京南、福州、天津西、厦门北                                                                                               |
| 广州局集团   | 蚌埠南、广州南、合肥南 |
| 济南局集团   | 福州、济南西、青岛、厦门北                                                                                                 |
| 昆明局集团   | 杭州东 |
| 南昌局集团   | 北京南、福州、厦门北 |
| 上海局集团   | 北京南、蚌埠南、亳州南、苍南、常州北、福州、杭州東、合肥南、南昌西、南京南、三明、上海虹橋、深圳北、温州南、厦门北、徐州东 |
| 武汉局集团   | 汉口、杭州东、千岛湖、武汉                                                                                                 |
| 西安局集团   | 福州、杭州东、西安北 |
| 郑州局集团   | 杭州东、郑州东 |
| 沈阳局集团   | 沈阳南、福州南 |

## 接驳交通
黄山北站站前广场设有各种接驳交通：出站口正对面依次为地面集散广场、社会停车库、自驾游车辆租赁点和站前公园；西侧依次为公交车站、出租车换乘区和旅游集散中心；东侧依次为旅游巴士车站、非机动车停车场以及员工停车场。

### 公交
黄山北站的公交场站设在出站口西侧。公交场站设有通往中心城区主要节点的公交高铁专线，可前往汽车客运总站、黄山火车站、屯溪区主干线等重要节点。由于车站位置较为偏远，高铁专线采取“大站快车”的运营模式，沿线主要停靠大型客流集散点或居民区。除中心城区外，休宁县、徽州区等区县也开通了往返黄山北站的公交线路。此外公交车站还设有11条定线旅游线路，通往黄山风景区（南大门、北大门、西大门、东黄山）、太平湖、宏村、齐云山、渔梁坝、深渡、呈坎、灵山等景区，中途不设停靠站。
- 21路：高铁北站—花鸟市场
- 高铁快线1：高铁北站—栢悦华庭南门
- 高铁快线2：高铁北站—皇冠假日酒店
- 休宁1路：黄山北站—齐云山
- 休宁106路（夜班）：黄山北站—休宁客运西站
- 徽州区32路：汽车站站前广场—文峰公园